# Coppa dei Campioni 1992-1993 (hockey su pista)
La Coppa dei Campioni 1992-1993 è stata la 28ª edizione della massima competizione europea di hockey su pista riservata alle squadre di club. Il torneo ha avuto inizio il 7 marzo e si è concluso il 5 giugno 1993.
Il titolo è stato conquistato dall'Igualada per la prima volta nella sua storia.

## Squadre partecipanti
| Nazione     | Club            | Città      | Qualificazione                                                |
| ----------- | --------------- | ---------- | ------------------------------------------------------------- |
| Austria     | Villach         | Villach    | 1º nel campionato austriaco 1992, campione d'Austria          |
| Belgio      | Kurink          | Hasselt    |                                                               |
| Francia     | SCRA Saint-Omer | Saint-Omer | 1º in Nationale 1 1991-1992, campione di Francia              |
| Germania    | Remscheid       | Remscheid  | 1º in Rollhockey-Bundesliga 1991-1992, campione di Germania   |
| Italia      | Roller Monza    | Monza      | 2º in Serie A1 1991-1992, vince i play-off, campione d'Italia |
| Paesi Bassi | Lichtstad       | Eindhoven  | 1º in 1ª Klasse 1992, campione dei Paesi Bassi                |
| Portogallo  | Benfica         | Lisbona    | 1º in 1ª Divisão 1991-1992, campione del Portogallo           |
| Spagna      | Igualada        | Igualada   | 1º in División de Honor 1991-1992, campione di Spagna         |
| Spagna      | Liceo La Coruña | La Coruña  | Campione d'Europa in carica                                   |
| Svizzera    | Ginevra         | Ginevra    | 1º in Lega Nazionale A 1992, campione di Svizzera             |

## Risultati

### Primo turno
| Squadra 1 | Totale | Squadra 2    | Andata | Ritorno |
| --------- | ------ | ------------ | ------ | ------- |
| Ginevra   | 3 - 13 | Roller Monza | 3 - 4  | 0 - 9   |
| Remscheid | 43 - 4 | Villach      | 24 - 2 | 19 - 2  |

### Quarti di finale
| Squadra 1       | Totale | Squadra 2       | Andata | Ritorno |
| --------------- | ------ | --------------- | ------ | ------- |
| Benfica         | 8 - 4  | Roller Monza    | 6 - 3  | 2 - 1   |
| Lichtstad       | 4 - 34 | Igualada        | 4 - 13 | 0 - 21  |
| Liceo La Coruña | 34 - 9 | Kurink          | 20 - 5 | 14 - 4  |
| Remscheid       | 13 - 7 | SCRA Saint-Omer | 7 - 6  | 6 - 1   |

### Semifinali
| Squadra 1       | Totale | Squadra 2 | Andata | Ritorno |
| --------------- | ------ | --------- | ------ | ------- |
| Igualada        | 20 - 3 | Remscheid | 12 - 1 | 8 - 2   |
| Liceo La Coruña | 7 - 8  | Benfica   | 3 - 3  | 4 - 5   |

### Finale
| Squadra 1 | Totale | Squadra 2 | Andata | Ritorno |
| --------- | ------ | --------- | ------ | ------- |
| Igualada  | 12 - 4 | Benfica   | 4 - 1  | 8 - 3   |

#### Andata
| Igualada 27 maggio 1993 | Igualada | 4 – 1 | Benfica | Poliesportiu Les Comes |

#### Ritorno
| Lisbona 5 giugno 1993 | Benfica | 3 – 8 | Igualada |  |